# (9315) Weigel
(9315) Weigel (1988 PP2) – planetoida z grupy pasa głównego asteroid okrążająca Słońce w ciągu 3,68 lat w średniej odległości 2,38 j.a. Odkryta 13 sierpnia 1988 roku.